# رأس العين البومانع
رأس العين البومانع بلدة سوريّة تتبع إداريّاً لمحافظة حلب منطقة منبج ناحية مسكنة، بلغ تعداد سكانها 3,038 نسمة حسب التعداد السكاني لعام 2004.